# Wołcza (rzeka)
Wołcza – rzeka w północno-zachodniej Polsce, płynąca przez Równinę Gryficką w województwie zachodniopomorskim, o długości 31,6 km. Bierze początek w gminie Gryfice i płynie w kierunku północno-zachodnim, gdzie w gminie Kamień Pomorski uchodzi do rzeki Świniec.
Istnieją dwie wersje źródeł Wołczy. Pierwsza przedstawia, iż rzeka wypływa z Jeziora Kołomąckiego przy północnym brzegu i płynie paręset metrów na północ, gdzie łączy się z dopływem. Przy takim źródle rzeka miałaby długość 29,44 km. Druga wersja przedstawia iż rzeka ma źródło przy wschodniej części osady Rzęsin, skąd płynie na południe, w kierunku Jeziora Kołomąckiego, przed którym łączy się z wypływającym z niego dopływem.
Dalej rzeka płynie na północny zachód rynnową doliną, gdzie odbiera dopływ ze Świeszewa biegnący z Bagna Ościęcińskiego (zarośniętego jeziora). Następnie biegnie na północny zachód, jedynie za Wołczynem mocno meandruje odbierając wodę z pomniejszych rowów. W Mechowie odbiera od lewego brzegu strugę Wołczkę, a ok. 1 km dalej od prawego brzegu wody z Kanału Dobrzyn. Dalej Wołcza płynie w kierunku zachodnim i przed wsią Chomino odbija na północ. Od miejscowości Jatki płynie niemalże równolegle ze Stuchowską Strugą. Przy miejscowości Świniec skręca na zachód i uchodzi do rzeki Świniec od jego lewego brzegu.
W 2008 r. przeprowadzono badania jakości wód Wołczy w punkcie przy wsi Ugory. W ich wyniku oceniono elementy fizykochemiczne poniżej stanu dobrego, elementy biologiczne określono na I klasy, a stan ekologiczny na umiarkowany. W ogólnej dwustopniowej ocenie stwierdzono zły stan wód Wołczy.
Nazwę Wołcza wprowadzono urzędowo rozporządzeniem w 1948 roku, zastępując poprzednią niemiecką nazwę rzeki – Völziner Bach.